# Vinzenz Stehle

Vinzenz Stehle

Vinzenz Stehle (* 22. Januar 1901 in Hirrlingen; † 10. Februar 1967 in Bittelbronn) war ein deutscher Politiker (NSDAP).

## Leben
Stehle besuchte von 1907 bis 1915 die Volksschule. Von 1915 bis 1917 wurde er an der Fortbildungsschule Bittelbronn ausgebildet. Im Frühjahr 1918 trat er in die Gebirgsabteilung II des Jägerregiments 3 ein. Nach dem Krieg gehörte Stehle 1919 dem Regiment 59 Grenzschutz Oberost an. Von 1921 bis 1923 besuchte Stehle die Landwirtschaftsschule in Haigerloch.
In den 1920er Jahren wurde Stehle Mitglied der NSDAP. 1929 wurde er Mitglied des Gemeinderates in Hechingen. Bei der Reichstagswahl im Juli 1932 wurde Stehle als Kandidat der NSDAP für den Wahlkreis 31 (Württemberg) in den Reichstag gewählt, dem er in der Folge ohne Unterbrechung bis zum Mai 1945 angehörte. Das wichtigste parlamentarische Ereignis, an dem Stehle während seiner Abgeordnetenzeit teilnahm, war die Verabschiedung des Ermächtigungsgesetzes im März 1933, das unter anderem auch mit Stehles Stimme beschlossen wurde.
Am 12. März 1933 wurde Stehle Fraktionsführer der NSDAP im hohenzollerischen Kommunallandtag. Daneben war er Mitglied des wirtschaftspolitischen Ausschusses der Landwirtschaftskammer für den Regierungsbezirk Sigmaringen. In der Sturmabteilung (SA) erreichte Stehle erst den Rang eines Standarten-, später den eines SA-Oberführers. Außerdem war er Kreisbauernführer der Kreisbauernschaften Hohenzollern und Neckar Eyach.